# Quần đảo Miyako

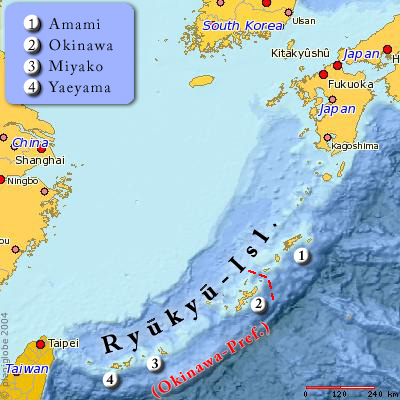
Vị trí của Quần đảo Miyako

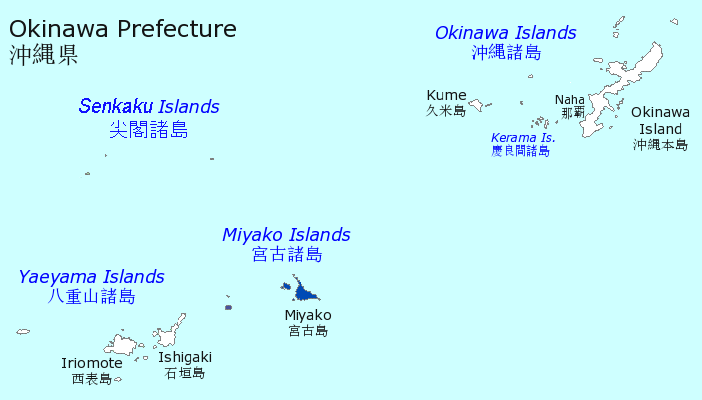
Quần đảo Miyako tại tỉnh Okinawa

Quần đảo Miyako (宮古列島 Miyako Rettō), Hán Việt: Cung Cổ Liệt đảo là một nhóm đảo thuộc tỉnh Okinawa, Nhật Bản, phía đông Quần đảo Yaeyama.

## Nhóm đảo
- Nhật Bản
  - Quần đảo Ryukyu (Quần đảo Nansei)
    - Ryūkyū Shotō
      - Quần đảo Sakishima
        - Quần đảo Miyako

## Các đảo có người định cư
- Quần đảo Miyako
  -  Thành phố Miyakojima
    - Đảo Ikemajima (Ikema-jima)
    - Đảo Irabu (Irabu-jima)
    - Đảo Kurima (Kurima-jima)
    - Đảo Miyako (Miyako-jima)
    - Đảo Ōgami (Ōgami-jima)
    - Đảo Shimoji (Shimoji-shima)

  -  Tarama Village
    - Đảo Minna (Minna-jima)
    - Đảo Tarama (Tarama-jima)